# تامية
التامِيّة هي قبعة إسكتلندية تقليدية يرتديها الرجال.